# Åhléns

Das Logo von Åhléns

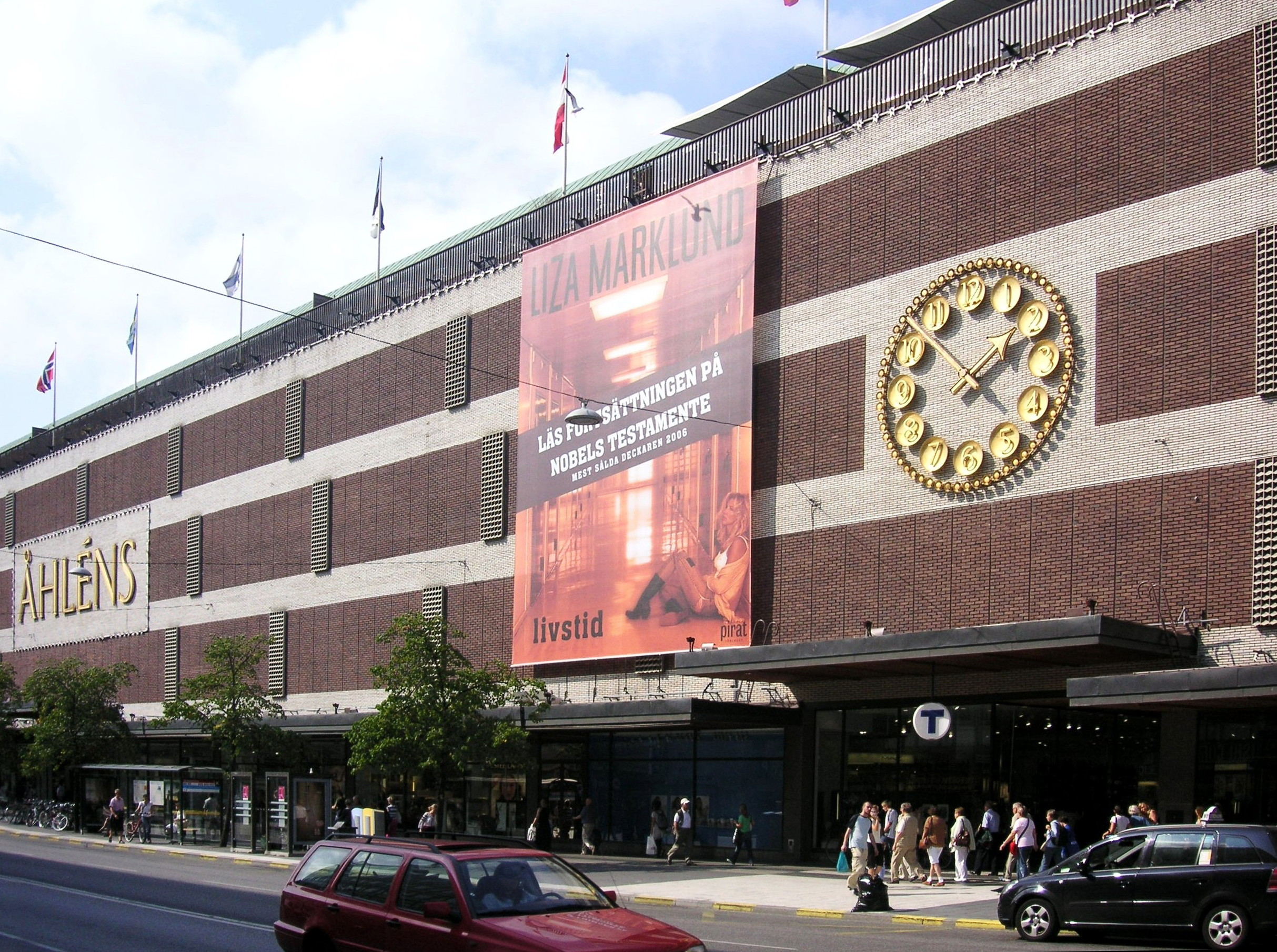
Åhléns City, Stockholm

Åhléns, früherer Name Åhlén & Holm, ist Schwedens  größte Warenhauskette. Eigentümer des Unternehmens ist seit 2022 ein Konsortium um die Axcent of Scandinavia AB von Ayad al-Saffar. Zuvor war Åhléns in Besitz der Axel Johnson AB, die wiederum Eigentum von Antonia Johnson ist.

## Geschichte
Åhlén & Holm war anfangs ein Versandhandel in Insjön im schwedischen Dalarna. Das Unternehmen wurde 1899 von Johan Petter Åhlén und Erik Holm gegründet. Das erste Produkt war ein Bild des schwedischen Königs, welches über 100.000 Mal verkauft wurde. Åhlén & Holm florierte und zog 1915 nach Stockholm, wo Johan Petter Åhlén ein Gebäude mit sieben Geschossen und 10.000 m² Verkaufsfläche am Ringvägen im Stadtteil Södermalm hatte bauen lassen. Nach einer Studienreise in die USA beschloss Åhlén, eine Warenhauskette, die Tempo-Warenhäuser, mit einheitlichen, niedrigen Preisen zu starten. Das erste Haus dieser Art wurde 1932 in Stockholm am Östermalmstorg eröffnet. Im Jahr 1939 starb Johan Petter Åhlén.
Später, im Jahr 1960 beendete man das Engagement im Postversand und konzentrierte sich ganz auf die Tempo-Kette. 1964 wurde das Parade-Warenhaus in der Stockholmer City eröffnet, Architekt war die renommierte Firma Backström & Reinius. 1970 ging die Tempo-Warenhauskette mit den Konkurrenten EPA zusammen. Das Nobelwarenhaus Nordiska Kompaniet, NK, war auch kurze Zeit Teil des Konzerns (1976–1983).
1985 wurden sämtliche Warenhäuser zu Åhléns umgewandelt und seit 1988 ist Åhléns ein Teil der Axel Johnson AB. 1997 hatte Åhléns 97 Warenhäuser in Schweden und ist damit Schwedens größte und einzige Warenhauskette mit der Struktur und dem Sortiment des „klassischen“ Warenhauses.
Der Anschlag in Stockholm am 7. April 2017 richtete in einem der Kaufhäuser Schaden an.